# A/B-test
Een A/B-test is een vorm van gerandomiseerd onderzoek met controlegroep waarbij twee (of meer) varianten van een website met elkaar kunnen worden vergeleken. Gebruikers worden gerandomiseerd ingedeeld in verschillende groepen, waarbij elke groep een andere versie van de website krijgt voorgeschoteld. De controlegroep, die een ongewijzigde versie van de website te zien krijgt, wordt traditioneel aangeduid met de letter "A", en de eerste variant met de letter "B". Door het gedrag van gebruikers in verschillende groepen te meten en met elkaar te vergelijken kan worden bepaald welke opzet, A of B, het gewenste doel - vaak de hoogste omzet - het best benadert.

## Praktijk
In de praktijk wordt de A/B-test onder meer gebruikt bij de optimalisatie van conversie op websites, binnen e-nieuwsbrieven, bij advertenties en binnen de direct marketing. Door websites en nieuwsbrieven anders in te delen kan het conversiepercentage veranderen. Met de A/B-test kan ondervonden worden welke indeling leidt tot hogere conversies en welke niet. Hetzelfde geldt voor banners en ander online promotiemateriaal zoals tekst in hyperlinks of indeling van advertenties in bijvoorbeeld zoekmachines.

## Varianten
- A/B/N-test: test met meer variabelen (ontwerpvarianten) (N-cellen)
- A/B/A: slechts twee alternatieven, maar een ervan wordt herhaald. Zo merk je vlugger visueel welke verschillen precies de doorslag geven voor de gebruiker.